# 地獄のヒーローシリーズ
地獄のヒーローシリーズは、『地獄のヒーロー』（Missing in Action）を第1作とした映画シリーズ。原題のMissing in Actionとは軍隊用語で『作戦行動中行方不明』または『戦闘中行方不明』を表し、MIAとも略される。
ここでは、派生作品であるゲーム作品についても取り扱う。

## 作品

### 映画
- 『地獄のヒーロー』1984年
- 『チャック・ノリスの 地獄のヒーロー2』1985年
- 『ブラドック/地獄のヒーロー3』1988年

### 関連書籍
- チャック・ノリス (1985). The Official Chuck Norris Fact Book: 101 of Chuck's Favorite Facts and Stories. Tyndale House Publishers. pp. 305頁. ISBN 978-1414334493
- チャック・ノリス 著、柳亨英 訳『チャック全開! チャック・ノリス「最強」』新潮社、2013年、252頁頁。ISBN 978-4105065515。

『地獄のヒーロー2』の撮影エピソードやその反響等がチャック・ノリスの口から語られる。

### ゲーム
- Chuck Norris: Bring on the Pain!

Ludo Gamesより2009年11月17日、インターネット配信の形式で販売。全編フルCG、フルボイスで物語が展開し、チャック・ノリスを操作してアクションや会話を行うことで進行する。日本語未対応。

## ブラドック・サーガ
|    | 年月日          | 所 | 登場人物   | 出来事                                                               | 備考                                                               |
| -- | --------------- | -- | ---------- | -------------------------------------------------------------------- | ------------------------------------------------------------------ |
| 0  | 1946年          |    |            | ジェームズ・ブラドック誕生。                                         |                                                                    |
| 1  | 1954年          |    |            |                                                                      | ジュネーブ国際会議により、ベトナムは北緯17度線で南北に分割される。 |
| 2  | 1960年          |    |            |                                                                      | 南ベトナム解放戦線が誕生し、ベトナム戦争勃発。                     |
| 3  | 1964年          |    |            |                                                                      | アメリカ軍が、ベトナム戦争へ全面介入。                             |
| 4  | 1972年          |    | ブラドック | 北ベトナム軍の捕虜収容所に、仲間と共に収監されるが脱出に成功。       |                                                                    |
| 5  | 1975年          |    |            | 戦犯容疑で8ヵ月拘留。                                                | サイゴン陥落。                                                     |
| 6  | 1976年 ～1983年 |    |            | 行方不明（再び捕虜収容所に収監）。                                   |                                                                    |
| 7  | 1983年          |    |            | 捕虜収容所から脱出に成功、アメリカへ帰国。                           |                                                                    |
| 8  | 1984年          |    |            | 再びベトナムへ戻り、MIA（戦闘中行方不明者）の救出に成功。            |                                                                    |
| 9  | 1988年          |    |            | 妻子を救出すべく、ベトナムへ潜入、妻は殺害されるが息子の救出に成功。 |                                                                    |
| 10 |                 |    |            |                                                                      |                                                                    |
| 11 |                 |    |            |                                                                      |                                                                    |
| 12 |                 |    |            |                                                                      |                                                                    |
| 13 |                 |    |            |                                                                      |                                                                    |